# Monte Royal
O Monte Royal (em francês:  Mont Royal) é um monte localizado dentro do Parque de Monte Royal. Ambos estão localizados logo ao norte do centro da cidade de Montreal, Quebec, Canadá.
O parque de Monte Royal possui uma área de mais de 200 hectares, e é uma das principais atrações turísticas da cidade. Parte do parque, bem como a panorâmica de Montreal, pode ser vista no filme The Whole Nine Yards.

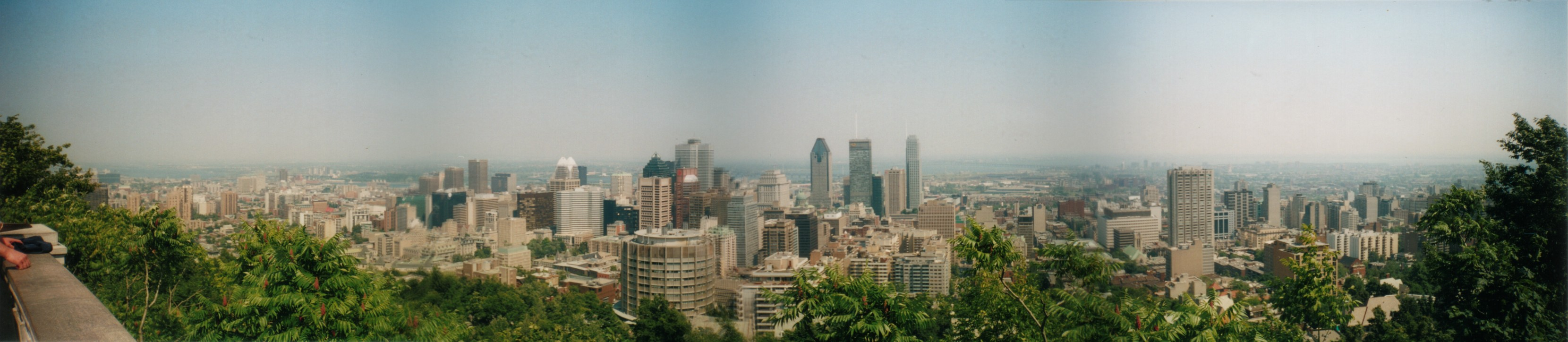
Panorama de Montreal, vista do Monte Royal.

## Geografia

### Topografia
A montanha possui três principais colinas: a Grosse Montagne ou colina Mont-Royal (234 m), a Outremont ou, como era conhecida pelos franceses durante o período colonial, Pão de açúcar (em francês: Pain de Sucre) (211 m) e a Petite Montagne  ou monte Westmount (201 m).

### Geologia
O Monte Royal se formou há 125 milhões de anos, com a subida do magma terreste. Este magma não saiu da superfície terrestre e ficou preso nas camadas mais superficiais. A colina apareceu com a erosão sedimentar das rochas, auxiliada pelo calor do magma retido.

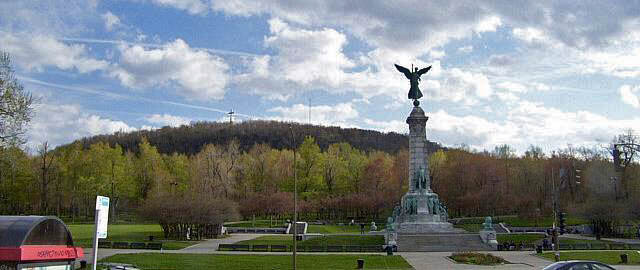
O Parque de Monte Royal, e, no fundo, o Monte Royal.

## História
No momento da sua segunda viagem em 1535, após ter sido preso em 7 de setembro em Quebec, Jacques Cartier subiu o rio Saint-Laurent até Hochelaga, atualmente a cidade de Montréal. Em 3 de outubro de 1535, ele foi recepcionado em Hochelaga e então subiu a montanha situada na proximidade da cidade, que ele mesmo a nomeou de Monte Royal, em homenagem ao rei France François 1º.

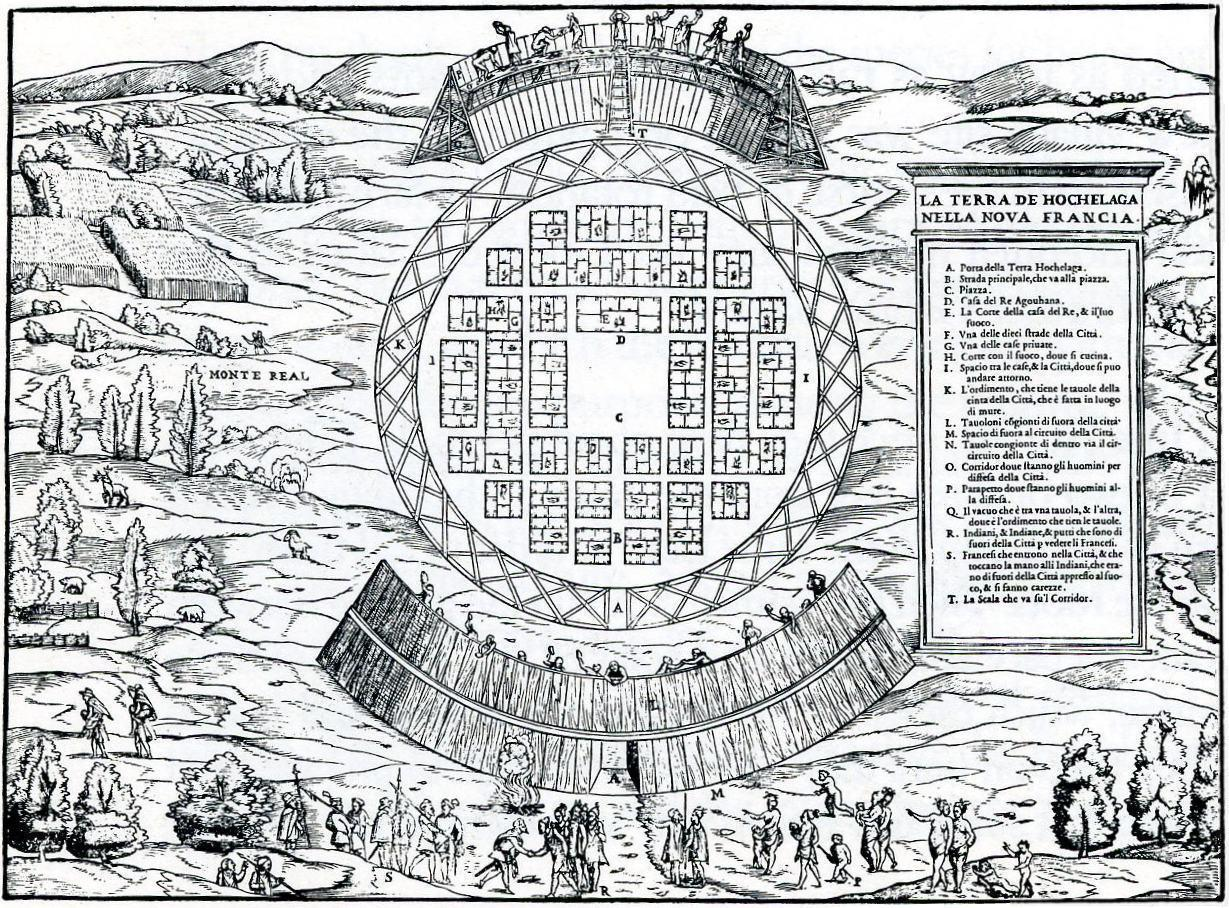
Mapa de Hochelaga, com o Monte Royal à esquerda

Vinte e um anos mais tarde, em 1556, o livro do italiano Giovanni Battista Ramusio, Delle Navigationi et Viaggi, publicou um mapa de Cartier com a reprodução fiel das três colinas do Monte Royal. Em 1541, Cartier volta à região e funda a colônia de Charlesbourg-Royal. No ano seguinte, o rei Roberval chega à Charlesbourg-Royal e a nomeia para France-Roy. Anos mais tarde, a ilha a qual o Monte Royal se localizava foi nomeada de Ilha do Monte Royal (em francês: Ile du Mont Royal), que, com o tempo foi sendo abreviado até Montréal, nome da cidade o qual se localiza.
No topo do monte, há uma cruz de metal de 1924, de 31,4m. Desde 1992 ela é iluminada por fibra ótica.
Em 2008, o Governo de Montréal organizou uma consulta pública sobre o futuro do monte, abordando temas como a proteção do espaço verde, espécies vegetais e animais, circulação de veículos e bicicletas e novas construções.

## Parque de Monte Royal

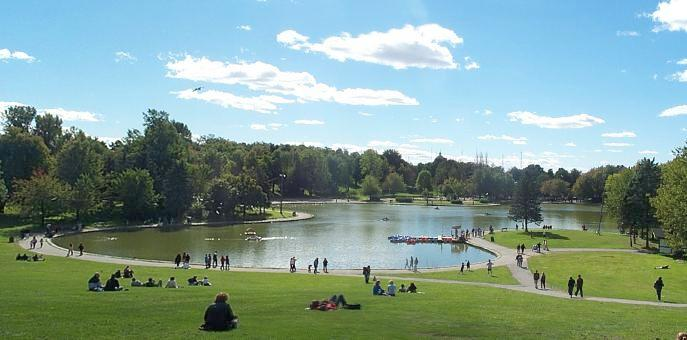
O Lac aux Castors, no parque Monte Royal

Após 350 anos da visita do explorador Jacques Cartier no Monte Royal, isto é, aproximadamente em 1875, a cidade de Montréal criou um espaço verde, o parque de Monte Royal, inaugurado em 24 de maio de 1876, dia da festa da rainha Victoria. O parque de Monte Royal constitui um dos espaços verdes mais importantes de Montréal. Arborizado, este parque foi redecorado em 1876 por Frederick Law Olmsted, mesmo paisagista do Central Park, em Nova Iorque.

## Ao redor do monte
Fora do parque, a montanha abriga alguns lugares públicos, como o cemitério Notre-Dame-des-Neiges et Mont-Royal, o oratório Saint-Joseph, a universidade McGill e a Université de Montréal, o hospital Royal Victoria e bairros residenciais como Westmount e Outremont.

## Patrimônio
Desde 9 de março de 2005, o Monte Royal é protegido por um decreto do Governo de Quebec. Este decreto protege o território urbano e natural que se estende desde a base do monte até 4 km de leste a oeste e 2,2 km de norte a sul.

## Galeria de fotos

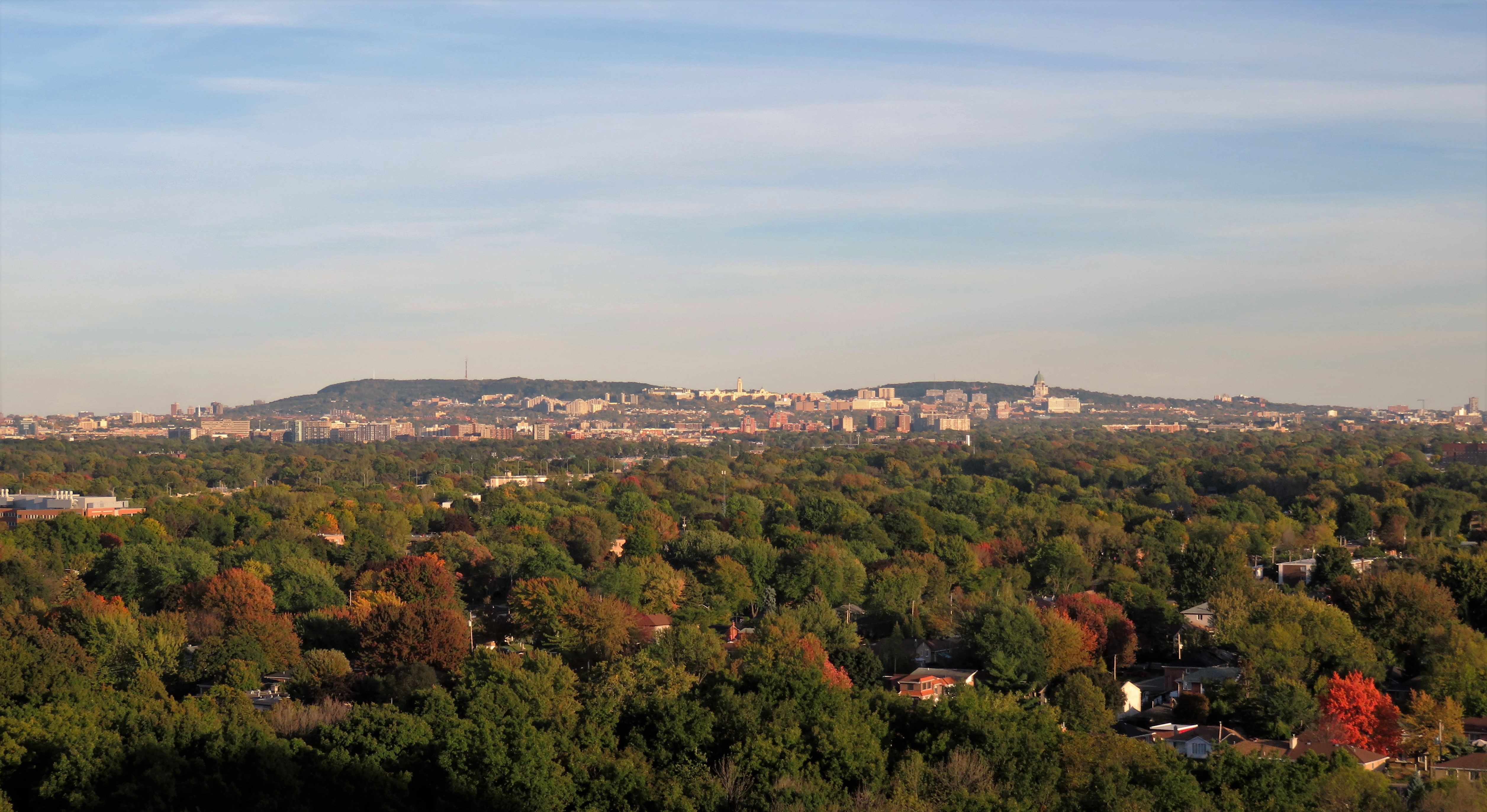
Monte Royal vista pela face norte
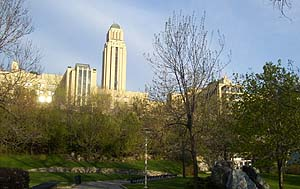
Universidade de Montréal
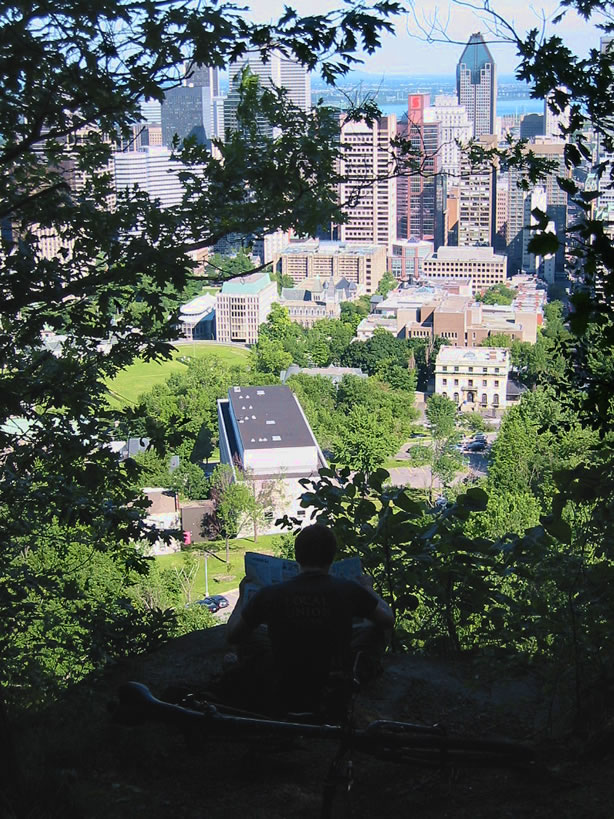
Universidade McGill vista do Monte Royal
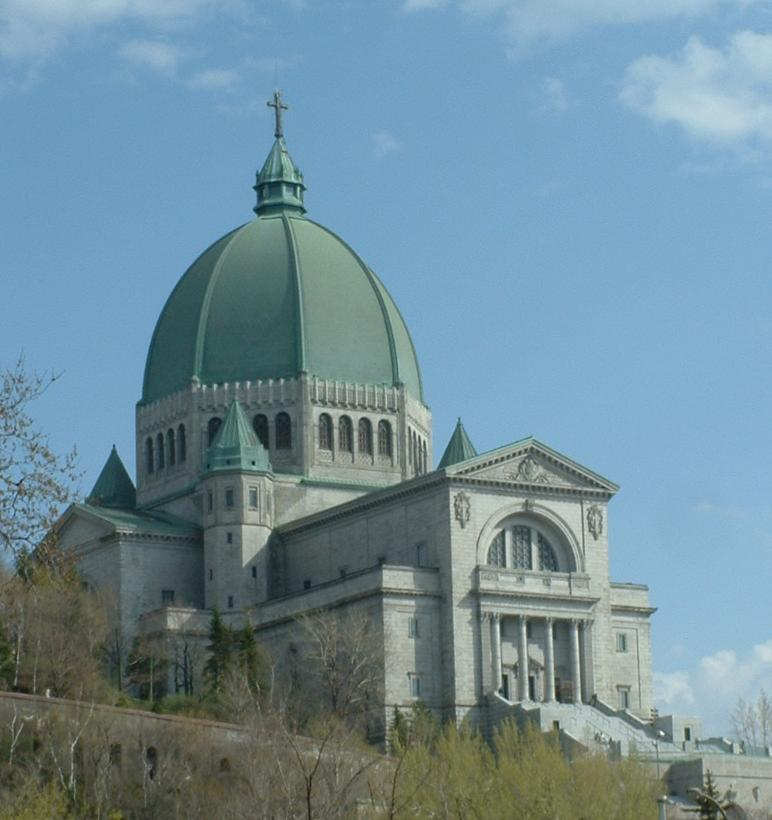
Oratório Saint-Josephs